# Gian Felice Gino
Gian Felice Gino (Nizza Monferrato, 9 maggio 1883 – Long Island, 7 luglio 1918) è stato un aviatore italiano.

## Biografia
Figlio di Ettore Gino e di Felicitè Albertotti, conseguì il brevetto di volo il 20 agosto 1911 alla scuola di aviazione di Taliedo e partecipò al Raid di Reims. Tornato in Italia fu vittima di alcuni incidenti aerei, di cui uno avvenuto il 29 ottobre 1911, quando fu costretto ad un atterraggio di fortuna durante il primo tentativo di volo Milano–Torino–Milano, ed un altro quando precipitò su un edificio a Milano, durante la scorta al dirigibile Uselli. I danni fortunatamente lievi gli permisero una veloce ripresa.
Agli inizi del 1912 l'attenzione di Gino si rivolse verso il Sud America, raggiungendo il Brasile insieme ad Angelo Bigliani: qui organizzò varie attività di propaganda, che furono accolte con entusiasmo dalla popolazione, soprattutto dai numerosi immigrati italiani. Le dimostrazioni fatte a San Paulo, Rio de Janeiro e nelle altre località attirarono l'interesse delle autorità locali che gli affidarono l'organizzazione della prima scuola di aviazione brasiliana. Gino ritornò così in patria per organizzare la spedizione degli apparecchi necessari all'impresa e fondò così, insieme al giornalista Vittorio Buccelli e ai fratelli Orione, la Escola Brasileira de Aviaçao Militar e Civil con sede all'aerodromo di Marechal Hermes. La collaborazione con le istituzioni brasiliane si concluse però nel 1914.
Gino rientra in Italia poco prima dello scoppio della prima guerra mondiale, e gli viene assegnato l'incarico di sergente istruttore del Servizio Aeronautico prima a Mirafiori e poi a Malpensa. In questo periodo, oltre a formare ed istruire i migliori nomi dell'aviazione italiana, inizia a collaudare i velivoli Caproni. Gino chiese di essere assegnato ad un reparto operativo per poter combattere, ma lo Stato maggiore dell'Esercito non accolse le sue richieste, considerandolo più prezioso per altri incarichi. Nell'ottobre del 1917 viene assegnato con il grado di tenente al Corpo di Aviazione Italiana in America, dove addestrò quaranta piloti dell'esercito americano.
Nell'aprile del 1918, a bordo di un Caproni, stabilisce il record mondiale di velocità percorrendo un tragitto di 145 miglia a Langley Field di Washington, nel tempo di un'ora. Durante le manifestazioni aeree che si svolgevano vicino a New York il pubblico accorreva per vedere le notevoli e acrobazie che Gino riusciva a fare, tanto da essere battezzato con il nome di "principe degli aviatori".

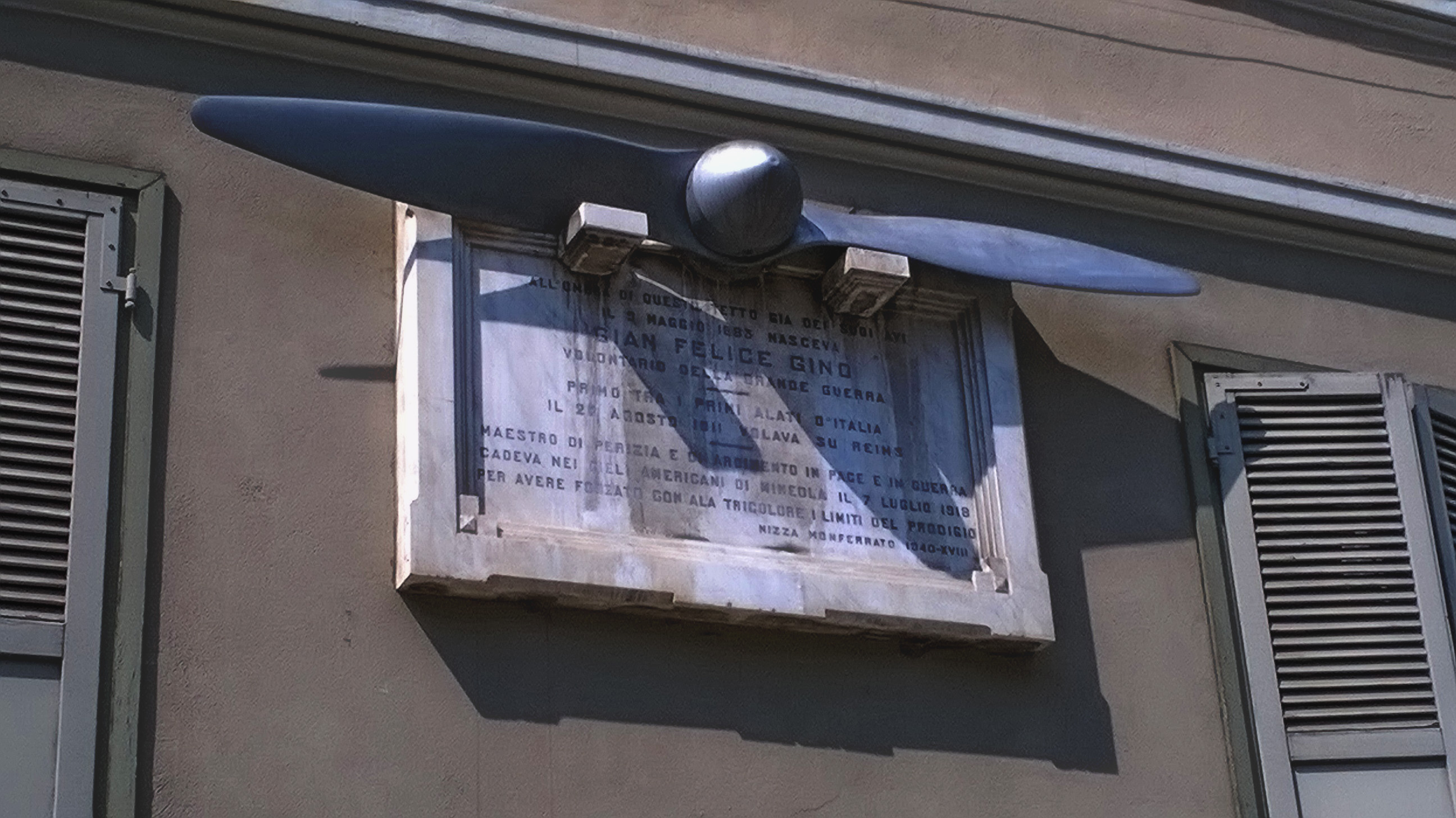
Targa sulla casa natale di Gian Felice Gino a Nizza Monferrato.

Il 7 luglio 1918, pochi giorni dopo aver assistito alla morte di un suo allievo, il capitano Resnati, durante un incidente aereo, anche Gian Felice Gino trovò la morte precipitando con un velivolo monoposto SVA: durante l'evoluzione l'aereo era divenuto ingovernabile.